# Willading (Patrizierfamilie)

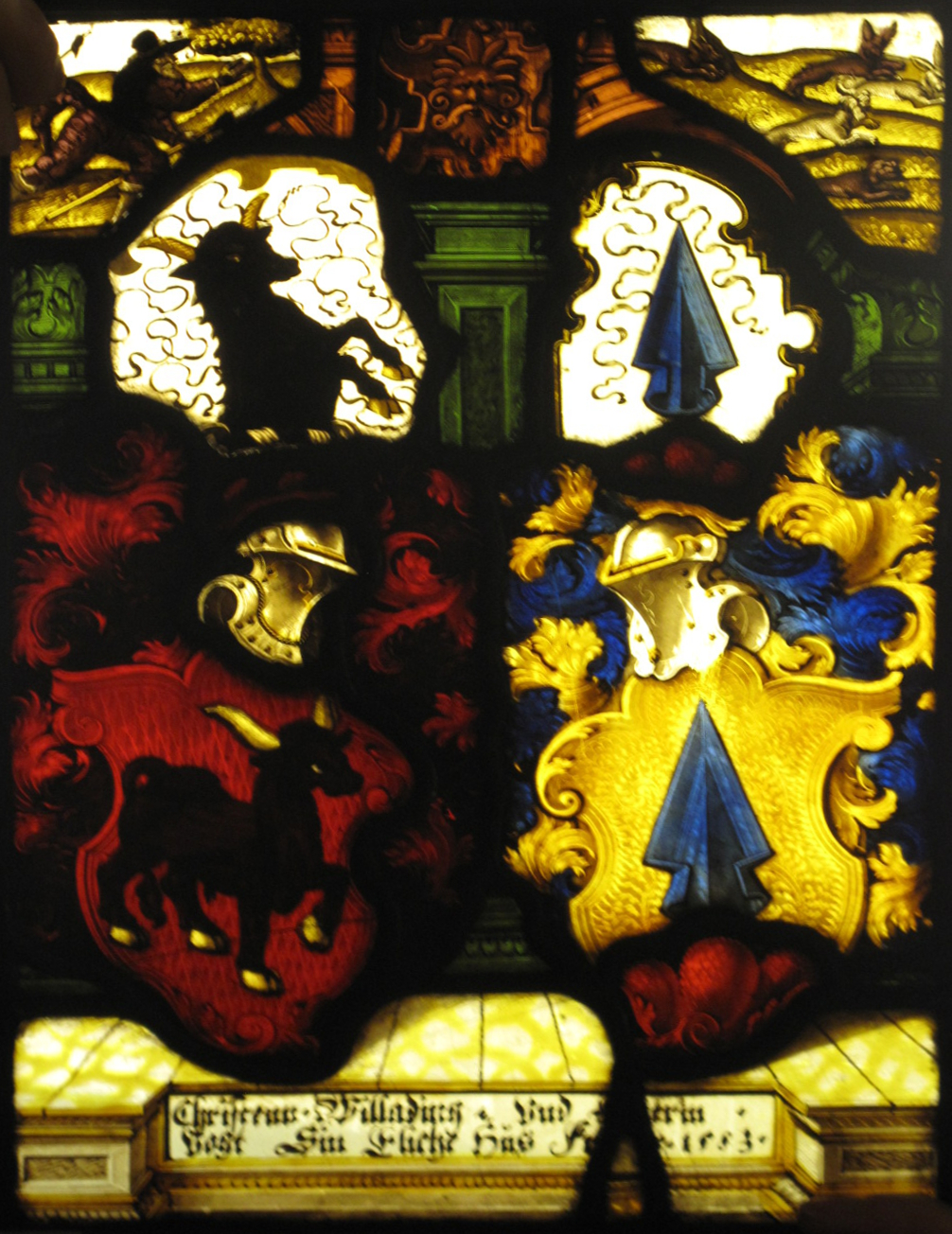
Allianzscheibe Christian Willading und Katharina Vogt (1583)

Die Familie von Willading ist eine möglicherweise aus Willadingen stammende Berner Patrizierfamilie, die seit dem 15. Jahrhundert das Burgerrecht der Stadt Bern besass, der Gesellschaft zu Metzgern angehörte und 1824 im Mannsstamm erlosch.

## Geschichte
Der Metzger Peter Willading liess sich in der ersten Hälfte des 15. Jahrhunderts in Bern nieder, erwarb das Berner Burgerrecht, wurde Mitglied der Gesellschaft zu Metzgern und wurde ab 1450 als Mitglied des Kleinen Rats erwähnt. Elf Willading waren Venner zu Metzgern, drei waren Seckelmeister und Johann Friedrich wurde Schultheiss von Bern. Kaiser Joseph I. erhob das Geschlecht 1710 in den Adelsstand. Mit Sigmund Rudolf Willading erlosch das Geschlecht 1824.

## Personen
- Christian Willading († 1471), Kastlan zu Wimmis, Kastlan zu Frutigen
- Konrad Willading († 1539/40), des Kleinen Rats 1513, Kastlan zu Frutigen 1514, Ohmgeldner, Venner 1518–1522 und 1526–1530
- Christian Willading (1565–1611), Schultheiss zu Thun, des Kleinen Rats 1590, Kirchmeier, Bauherr vom Rat, Venner
- Johann Friedrich Willading (1713–1791), Schultheiss von Bern

## Wappen
In Silber, mit rotem Schildrand, ein schwarzer Ochse.